# Freddy Adu

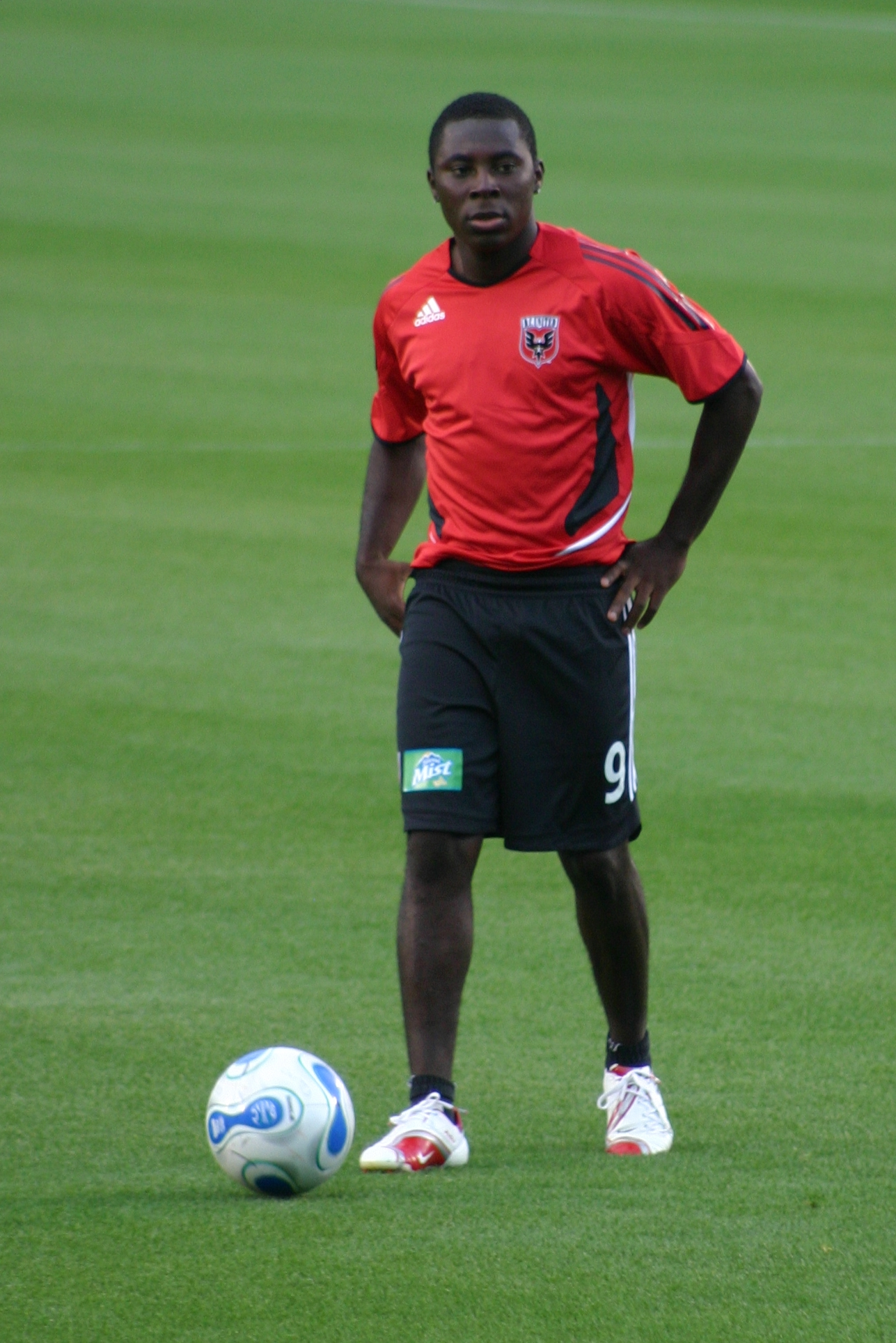
Freddy Adu v roce 2006

Fredua Koranteng Adu známější jako Freddy Adu (* 2. června 1989, Tema, Ghana) je americký fotbalový záložník a bývalý reprezentant USA ghanského původu, od ledna 2017 bez angažmá. Měl přezdívku nový Pelé a byl považován za velký talent americké i světové kopané, vysoká očekávání nedokázal naplnit.

Na klubové úrovni působil mimo USA v Portugalsku, Řecku, Turecku, Brazílii, Srbsku a Finsku. Mimoto hrál i v klubu AS Monaco, jenž působí ve francouzských fotbalových soutěžích.

## Klubová kariéra
- IMG Academy (mládež)
- D.C. United 2004–2006
- Real Salt Lake 2007
- Benfica Lisabon 2007–2011
- →  AS Monaco (hostování) 2008–2009
- →  CF Os Belenenses (hostování) 2009
- →  Aris Soluň (hostování) 2010
- →  Çaykur Rizespor (hostování) 2011
- Philadelphia Union 2011–2013
- Esporte Clube Bahia 2013
- FK Jagodina 2014
- Kuopion Palloseura 2015
- Tampa Bay Rowdies 2015–2016

## Reprezentační kariéra
Adu nastupoval za reprezentační týmy USA U17, U20 a U23.
V A-mužstvu reprezentace USA odehrál v letech 2006–2011 celkem 17 utkání a vstřelil 2 góly.